# Pepe Gálvez (historietista)
José Gálvez Miguel, más conocido como Pepe Gálvez (Fuentes Claras, Teruel, 20 de marzo de 1950) es un guionista, dibujante, crítico y teórico del mundo del cómic.

## Biografía
Desde los años setenta ha ejercido como guionista de cómics y también como crítico y teórico del medio.
Como guionista ha trabajado con dibujantes como Arnal Ballester, José María Beroy, Joan Mundet, Javier Olivares y Rubén Pellejero. Sus guiones más conocidos los ha desarrollado para el dibujante Alfons López (Asesinato en la mezquita, Color café, Silencios: la juventud del Capitán Trueno, Miguel Núñez: mil vidas más y las tiras Expediente exprés y Segis).
Con Miguel Núñez: mil vidas más (2010), ganó junto a Alfons López y Joan Mundet el Premio Nacional de Cómic de la Generalidad de Cataluña en 2011.
Ha colaborado tanto en revistas generales como especializadas en cómics y en periódicos. Es también comisario de exposiciones sobre cómics y ha impartido cursos y talleres sobre historieta.
Como teórico publicó Cómics: manual de instrucciones (Astiberri, 2016), escrito en colaboración con Roberto Bergado, Antoni Guiral y Jesús Redondo y su labor está presente en un gran número de publicaciones: Avui, De la historieta, Dentro de la viñeta, Funnies, Krazy Comics, Peonza, Slumberland, U, Viñetas, Volumen y otras.
Fue cofundador de varios grupos de trabajo (como Tanta Tinta) y colaborador de otras publicaciones como Tebeosfera.

## Obra

### Con dedicación artística
- Fórum. Especial Salón del Cómic (Planeta-DeAgostini), n.º 1 (1995)
- Asesinato en la mezquita (SOS Racisme), n.º 1 (1996)
- Color Café (Planeta-DeAgostini), n.º 1-4 (1998)
- Pasen y vean. La globalización (Icaria), n.º 1 (2002)
- La peña de la precariedad contra los supersiniestros laborales (Acció Jove de CCOO), n.º 1 (2002)
- Tenemos derechos (Fundació Pau i Solidaritat, de CCOO Catalunya) n.º 1 (2005)
- Salgariana (Semana Negra) (2005)
- Color Café (Ponent) (2006)
- Silencios (Ediciones B) n.º 1 (2006)
- Nuestra Guerra Civil (Ariadna), n.º 1 (2006)
- Expediente Exprés (Comisiones Obreras). n.º 1 (2007)
- 11-M. La novela gráfica (Panini España) n.º 1 (2009)
- Los olvidados (Semana Negra), n.º 1 (2010)
- La frontera (Semana Negra) (2011)
- Flechas blancas (Asociación de Amigos del Capitán Trueno), n.º 1 (2018)
- Llegará el invierno (Navona), n.º 5 (2019)
- El partido de la muerte (Desfiladero), (2021), ISBN 9788412096866
- Miguel Núñez. Mil vidas más (Desfiladero), (2021), ISBN 9788412096842

### Con dedicación teórica
- Aventuras bizarras (Fórum), n.º 11 (1984)
- Zero Comics (Garcés, autoeditor), n.º 10 (1984)
- Taka de tinta (Promociones y Publicaciones Universitarias), n.º 1 (1989)
- Barcelona en el Còmic (Ficomic), n.º 0 (1989)
- Vietnam (Planeta-DeAgostini), n.º 26 (1990)
- Krazy Comics (Complot), n.º 1 (1990)
- Un año de tebeos: 1993 (Glénat), n.º 0 (1994)
- Impresiones de la isla (Camaleón), n.º 2 (1994)
- Lorenzo Mattotti. Poeta en el color (Semana Negra), n.º 1 (1998)
- El camino de América (Astiberri), n.º 0 (2002)
- Flash-back volumen 2 (Flash-back), n.º 2 (2003)
- Artículo 20 (Astiberri/Dolmen), n.º 1 (2003)
- Colección Fernando Fernández (Glénat), n.º 1 (2004)
- Egoístas , egocéntricos y exhibicionistas (Semana Negra), n.º 3 (2005)
- Historias rotas (Semana Negra), n.º 0 (2006)
- Nuestra Guerra Civil (Ariadna), n.º 1 (2006)
- Irreverentes. Viñetas incómodas (Semana Negra), n.º 1 (2007)
- De los superhéroes al manga: el lenguaje en los cómics (Centre d’Estudis i Recerques Social i Metropolitanes), n.º 1 (2008)
- Del tebeo al manga. Una historia de los cómics (Panini España), n.º 7 (2010)
- 100 balas guía de lectura (Semana Negra) (2010)
- Lectora (Facultad de Filología, Universidad de Barcelona) n.º 15 (2011)
- TBO (Salvat), n.º 8, 17 (2011)
- Nuria Pompeya Sola davant la viñeta (Kairós) (2012)
- Z. Zona Cómic (Zona Cómic), n.º 0 a 12 (2013)
- Z. Zona Cómic vol. 2 (Laukatu), n.º 1, 2, 3 (2014)
- Tentacles (Alpina), n.º 2, 3, 4 (2014)
- Edmond Baudoin. Vargas y Baudoin. Mestizaje noir (Semana Negra), n.º 0 (2015)
- Comics: manual de instrucciones (Astiberri), n.º 1 (2016)
- Còmic Tecla (Biblioteca Central Tecla Sala), n.º 44 (2016)
- Z (Laukatu) nº 56-64, 72, 74-77 (2017)
- Memòria i vinyetes (Memorial Democràtic) (2018)
- Memoria y viñetas (Desfiladero), n.º 1 (2019)